# Jacek Fisiak
Jacek Izydor Fisiak (ur. 10 maja 1936 w Konstantynowie Łódzkim, zm. 3 czerwca 2019 w Poznaniu) – polski filolog angielski, historyk języka angielskiego, profesor nauk humanistycznych, nauczyciel akademicki Uniwersytetu im. Adama Mickiewicza w Poznaniu, w latach 1965–2005 dyrektor Instytutu Filologii Angielskiej, w latach 1985–1988 rektor tegoż uniwersytetu; w latach 1988–1989 minister edukacji narodowej; profesor Wyższej Szkoły Języków Obcych im. Samuela Bogumiła Lindego; członek Polskiej Akademii Nauk, członek Europejskiej Akademii Nauki, Sztuki i Literatury.

## Życiorys
Syn Czesława i Jadwigi. W 1953 zdał egzaminy maturalne w I Państwowym Liceum i Gimnazjum im. Mikołaja Kopernika w Łodzi. W 1959 ukończył filologię angielską na Uniwersytecie Warszawskim. W 1962 został doktorem, w 1966 doktorem habilitowanym, w 1971 profesorem nadzwyczajnym, w 1977 profesorem zwyczajnym. Od 1965 związany z Uniwersytetem im. Adama Mickiewicza w Poznaniu (w latach 1985–1988 rektor). Od 14 października 1988 do 12 września 1989 był ministrem edukacji narodowej w rządzie Mieczysława Rakowskiego. Uczestniczył w obradach Okrągłego Stołu po stronie partyjno-rządowej jako współprzewodniczący podzespołu do spraw nauki, oświaty i postępu technicznego.
Był członkiem i działaczem komunistycznej Polskiej Zjednoczonej Partii Robotniczej od 1966 roku do rozwiązania partii w 1990 roku. Od 1968 do 1970 pełnił funkcję I sekretarza POP na Wydziale Filologii UAM, a następnie był członkiem Komitetu Uczelnianego PZPR na tym uniwersytecie.
W pracy naukowej zajmował się językoznawstwem historycznym, kontrastywnym i teoretycznym oraz leksykografią. Promotor ponad 50 prac doktorskich oraz ponad 300 magisterskich. Autor 35 książek, redaktor kolejnych 37. Opublikował również 41 artykułów w czasopismach fachowych, 36 w edycjach redagowanych oraz 23 recenzje.
Zmarł po chorobie 3 czerwca 2019. Spoczął 13 czerwca 2019 na Cmentarzu Junikowskim w Poznaniu.

## Kontrowersje
19 kwietnia 2006 na Uniwersytecie im. Adama Mickiewicza w Poznaniu z okazji przejścia na emeryturę oraz zbliżających się 70. urodzin Jacka Fisiaka zorganizowano uroczystości podkreślające jego zasługi dla poznańskiej anglistyki. List gratulacyjny ministra nauki i szkolnictwa wyższego odczytał wiceminister Stefan Jurga. Fetowaniu profesora sprzeciwiali się byli studenci i pracownicy UAM działający w opozycji w latach 80. XX wieku (m.in. Przemysław Alexandrowicz). Zarzucali mu głównie jawną współpracę z władzami i służbami PRL przeciwko społeczności akademickiej, m.in. zwalnianie pracowników z powodów politycznych.

## Odznaczenia i wyróżnienia
Postanowieniem prezydenta RP Aleksandra Kwaśniewskiego z dnia 28 września 2005, w uznaniu wybitnych zasług dla nauki polskiej, za osiągnięcia w pracy dydaktycznej i organizacyjnej, został odznaczony Krzyżem Wielkim. W 1996 prezydent Kwaśniewski odznaczył go Krzyżem Komandorskim z Gwiazdą, w 1987 otrzymał także Krzyż Komandorski, a w 1979 Krzyż Kawalerski Orderu Odrodzenia Polski.
W 1981 królowa brytyjska Elżbieta II przyznała mu Krzyż Oficerski Orderu Imperium Brytyjskiego. W 1980 był też doceniony Krzyżem Komandorskim Orderu Lwa Finlandii, w 1989 francuskim Krzyżem Oficerskim Orderu Palm Akademickich, norweskim Krzyżem Kawalerskim Orderu Zasługi i polskim Medalem KEN.
Doktor honoris causa Uniwersytetu w Jyväskylä oraz Uniwersytetu Opolskiego (10 marca 2005). Jedenasty Polak przyjęty do Europejskiej Akademii Nauki, Sztuki i Literatury w Strasburgu.